# Эфоры

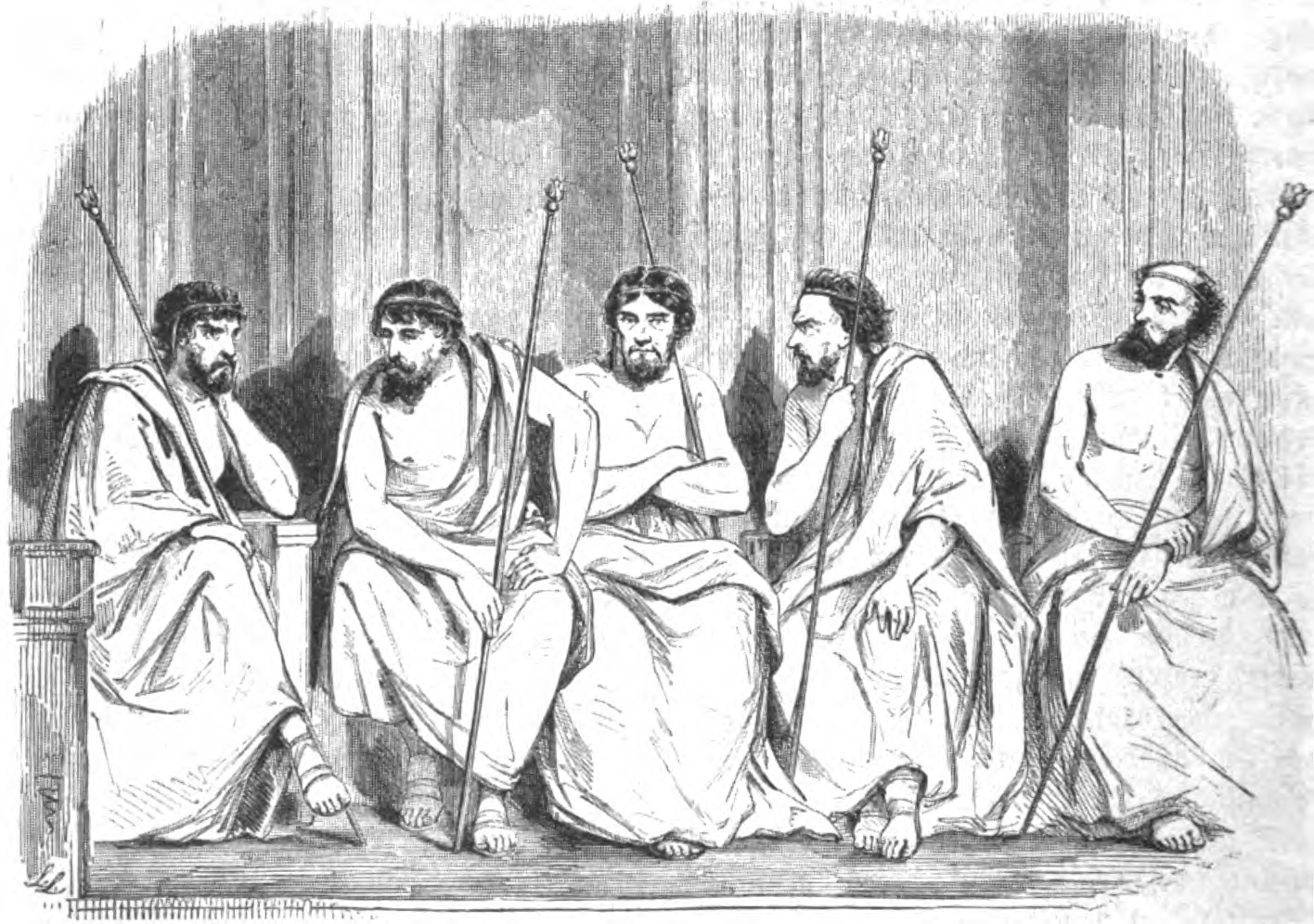
Эфоры в Спарте
«Westermanns Monatshefte»
(том 11, стр. 48; 1861-1862)

Эфоры (от др.-греч. ἔφορος, «надзирающий») — в Древней Спарте, а позже и в Афинах — выборные должностные лица (эфорат из 5 эфоров), обладавшие широким и не всегда чётко зафиксированным кругом полномочий.

## Вопрос о происхождении
Согласно Геродоту, должности эфоров впервые ввёл Ликург. Но данные других источников, в частности, Аристотеля и Плутарха, относят создание эфората ко времени царя Феопомпа, правившего, по Плутарху, спустя 130 лет после Ликурга. Однако, очевидно, что спартанская община нуждалась в своего рода администраторах, так как цари являлись в основном военачальниками.

## Избрание спартанских эфоров
Эфоры избирались каждый год в день осеннего равноденствия. В выборах мог принимать участие любой полноправный спартиат в возрасте от 30 до 60 лет. Эфорам запрещалось выдвигать свои кандидатуры на переизбрание.
При избрании они давали клятву поддерживать власть спартанских царей, а те, в свою очередь, клялись поддерживать законы в лице эфоров.
Годы правления эфоров назывались по имени первого из них (см. Эпоним).

## Функции спартанских эфоров
В Спарте со временем эфоры сконцентрировали в своих руках контроль почти над всеми областями жизнедеятельности спартанского общества, включая надзор за обоими спартанскими царями. В частности, двое эфоров обязаны были находиться при войске во время военных действий и могли заключить под стражу даже царей за бездарное военное руководство.
Эфоры отвечали за внутреннюю безопасность. Ежегодно они совершали ритуал «объявления войны» илотам; в случае подозрений о существовании заговора должны были предпринимать все возможные меры для его подавления. Для этих целей эфорам было предоставлено право досудебного ареста и отстранения от должности любого магистрата, включая царя.
В случае предъявления судебного обвинения царю они действовали в качестве государственных обвинителей; в гражданских делах — в качестве судей.
В случае войны эфоры определяли те возрастные классы, которые подлежат мобилизации; они же назначали трех лиц (гиппагретов), которые затем формировали элитный корпус из 300 «всадников». Два эфора всегда сопровождали царя в походе.
Сакральные функции эфоров состояли в том, что раз в 9 лет в святилище Пасифаи они наблюдали за небесными знамениями, и по результатам этого наблюдения могли объявить общине о том, что боги лишили одного из спартанских царей своего покровительства.
Со временем эфоры получили право созывать герусию и председательствовать на апелле. Они принимали решения по налогообложению, календарю, военному обучению молодого поколения, внешней политике, принимали решение о применении ксенеласии к нежелательным иностранцам. Ежегодно отбирали пять лучших агафоэргов, спартанских послов того времени.

## Позднейшая судьба коллегии
Клеомен III отменил институт эфоров в 227 году до н. э., однако он был восстановлен македонским царём Антигоном III Досоном после битвы при Селласии. Эфорат просуществовал до II века нашей эры, когда, вероятно, был отменен римским императором Адрианом.